# سیارک ۹۲۵۸
سیارک ۹۲۵۸ (به انگلیسی: 9258 Johnpauljones، نامگذاری:2137T-2) نه هزار و دویست و پنجاه و هشتمین سیارک کشف شده‌است که در ۲۹ سپتامبر ۱۹۷۳ کشف شد.
قدر مطلق سیارک برابر ۱۵٫۶۰ است.